# Lleteresa vera
La lleteresa vera, lleteresa vesquera, lleteresa xera, llet de Santa Teresa, lleteresa gran, lletrera d'enviscar o lletrera de visc (Euphorbia characias) és una espècie de planta de la família de les euforbiàcies, plantes conegudes en català generalment com a «lletereses». És una planta nanofaneròfita, típica de la vegetació del Mediterrani.

## Distribució i hàbitat
La lleteresa vera es troba a tota la Mediterrània en dos subespècies de distribucions geogràfiques diferents que sovint se superposen a la zona occidental: 
- Euphorbia characias subsp. characias (s). Es troba de Portugal a Creta
- Euphorbia characias subsp. wulfenii (Hoppe ex W.D.J.Koch) Radcl.-Sm. 1968 (s). Es troba del sud de França fins a l'Àsia Menor.

La lleteresa vera és una planta dura, que viu a les màquies, garrigues, brolles i erms mediterranis, tant a la muntanya com a la plana. És una planta ruderal i molt resistent, que pot viure en zones allunyades del freàtic.

## Descripció

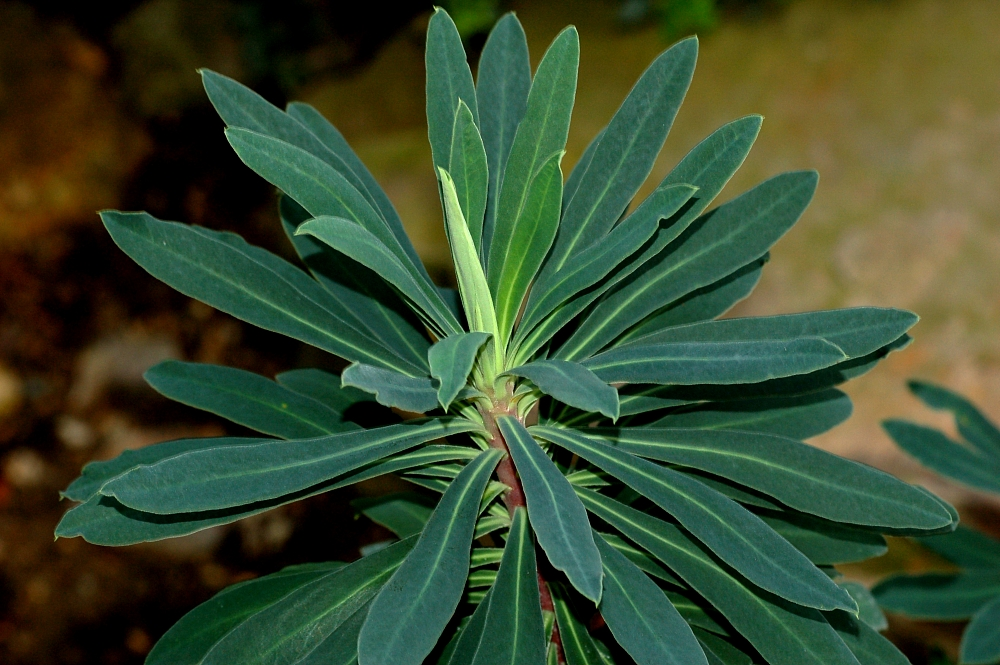
Lleteresa vera (Euphorbia characias). Detall de les fulles.

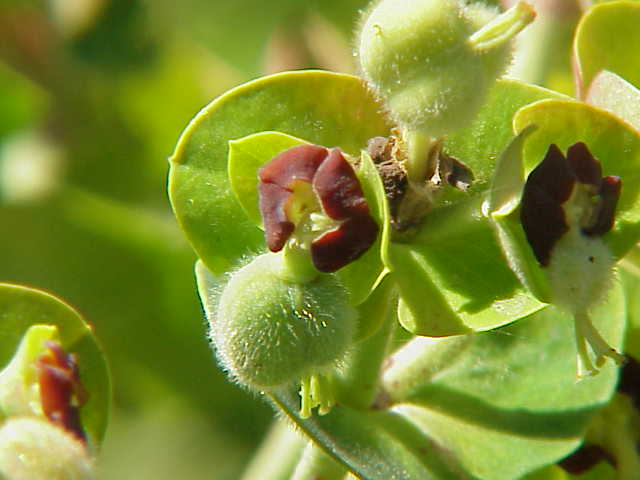
Detall de la flor mostrant els característics nectaris foscos

És una planta herbàcia de fulla perenne. Creix fins a una alçada d'entre 30 i 110 cm, essent una de les lletereses més grans del Mediterrani. La tija és glabra i recta. Les fulles tenen forma oval, arrodonida a la punta i són llargues i estretes.
Floreix del febrer al juliol. La inflorescència té moltes fulles amb les bràctees molt amples. Els nectaris de la lleteresa vesquera són de color marró fosc, cosa que fa que sigui molt fàcil de reconèixer, car la resta de les lletereses grans tenen les glàndules nectaríferes de color groc o verd groguenc.
Els fruits són una càpsula llisa i les seves llavors s'escampen en esclatar el receptacles d'aquesta. La lleteresa vera floreix tot l'any però la major part de la floració es dona a la primavera.
Com moltes lletereses, les fulles conserven llur color verd lluminós malgrat la sequera.

## Noms comuns
L'origen del nom "visquera" o "vesquera" d'aquesta lleteresa és incert. Alguns diuen que prové del fet que aquesta planta recorda al vesc per la forma de les seves fulles i llurs tons groguencs al cim de la tija. D'altres afirmen que prové del fet que en temps passats es feia visc o vesc amb la llet d'aquesta lleteresa per caçar ocells, untant vímets, joncs i branques perquè hi quedessin enganxats.
A banda d'aquests noms, aquesta planta es coneix amb una multitud d'altres noms catalans segons la zona, com llet de Santa Teresa, herba del frare, bambollera, bofeguera, escampador, lletrera de muntanya, lletrera mascle, lletrera borda i xurrera.

## Toxicitat
Com altres plantes similars del seu gènere, la lleteresa visquera produeix una resina blanca o làtex molt tòxica i força irritant. Coneguda vulgarment com a «llet», s'utilitzava antigament com a metzina, com a laxant, com a antisèptic i per tractar berrugues a l'herboristeria tradicional.

## Paisatgisme

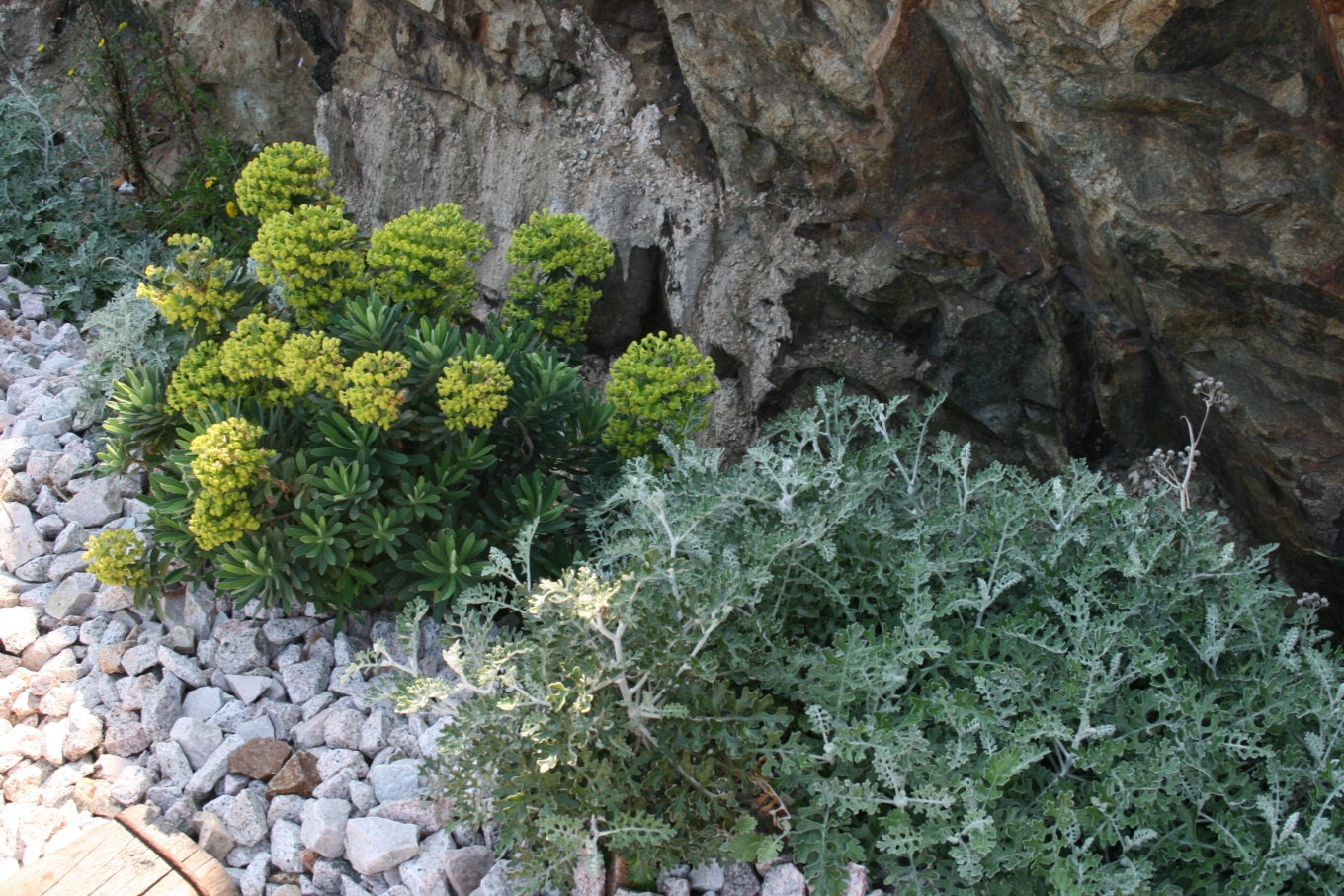
La lleteresa vera (mata de l'esquerra) fa bon efecte als jardins.

Actualment la lleteresa vera és una planta d'interès paisatgístic que es fa servir com a planta ornamental als jardins i a les urbanitzacions.
És una planta ideal quan hom vol un efecte de «flora local» del Mediterrani i estalviar aigua, car és una planta agraïda, poc exigent i molt resistent. Les mates d'aquesta lleteresa queden força bé en massissos d'arbusts, com a punt d'interès a l'entrada d'un jardí, en tanques pluriespecífiques o bé en talussos.